# 예브게니 바흐탄고프

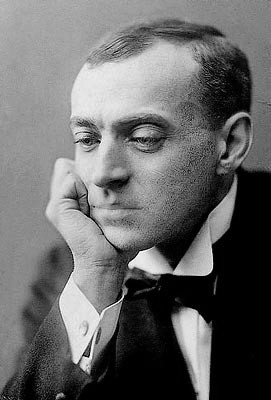
예브게니 바흐탄고프

예브게니 바흐탄고프(Yevgeny Bagrationovich Vakhtangov, 러시아어: Евге́ний Багратио́нович Вахта́нгов, 1883년 2월 13일 ~ 1922년 5월 29일)는 러시아의 연출가다.
혁명전부터 모스크바 예술극장 및 그 연구극장에서 연출가·배우로서 일하는 한편, 젊은 학생들의 연극 서클의 지도자가 되었고 또한 몇 개의 연극학교에서 콘스탄틴 스타니슬랍스키의 가르침을 넓히는 배우 교육자가 되었다. 1920년 그가 이끄는 집단은 예술극장 제3연구극장의 명칭을 받고, 이듬해 11월 그가 연출한 모리스 마테를링크의 <성 안토니의 기적>으로 새로운 극장이 공식적으로 발족하였으며, 이것이 바흐탄고프 극장의 창립일이 되었다. 이 밖에 그가 연출한 작품은 예술극장 제1연구극장에서의 아우구스트 스트린드베리의 <에릭크 14세>, 유태극장 가비마에서의 S. 안스키의 <가디부크>, 카를로 고치(Carlo Gozzi) 원작의 <투란도트 공주>뿐이다. 이들 4개의 작품은 혁명 전 그가 연출한 것과는 전혀 다른 것이었다.
1920년대에 있어서의 혁명연극은 무대에서의 내면적 체험을 부정하고, 배우술을 단순한 외면적 기술로 만들고 말았다. 그들의 연기는 그 기교의 다채로움으로 해서 관객의 눈을 즐겁게 하기는 했으나, 등장인물의 행동은 내면의 심리적 필연성이 결여(缺如)된 것이었다. 바흐탄고프의 길은 이와는 달리, 자연주의나 심리주의 연극에서 가치있는 것, 즉 인간감정의 살아 있는 진실을 전할 수 있는 능력을 배우로부터 구한 것이다. 이것은 콘스탄틴 스타니슬랍스키와 프세볼로트 메이예르홀트의 연극 시스템의 유기적 결합이었다고 할 수 있다.